# Inger Støjberg
Inger Støjberg (Salling, 16 de marzo de 1973) es una política danesa que se desempeñó como ministra de gobierno en el parlamento danés.
Støjberg se desempeñó como ministra de igualdad de género de 2009 a 2010, ministra de empleo entre 2010 y 2011, y ministra de inmigración, integración y vivienda entre junio de 2015 y junio de 2019.
Miembro del parlamento danés desde 2001 hasta 2021, fue miembro del partido liberal Venstre hasta el 4 de febrero de 2021, cuando renunció al partido, después de que la mayoría de los parlamentarios de su partido votaron para acusarla por una orden que dio mientras se desempeñaba como ministra de inmigración. El 13 de diciembre de ese año fue declarada culpable de separar a familias solicitantes de asilo en las que al menos uno de los cónyuges era menor de 18 años y condenada a 60 días de prisión. El 21 de diciembre, la mayoría del Folketing votó a favor de la sentencia, lo que significa que ya no es digna de sentarse en el Folketing y, por lo tanto, perdió inmediatamente su asiento.
En junio de 2022, Støjberg fundó Demócratas de Dinamarca.

## Carrera política
Støjberg fue elegida por primera vez para el cargo como miembro del consejo municipal del municipio de Viborg, cargo que ocupó de 1994 a 2002. Además, se desempeñó como presidenta de Liberalt Oplysnings Forbund (LOF) de 1996 a 1999. En 1999, se postuló por primera vez para el parlamento. Con la victoria electoral de su partido en 2001, entonces encabezado por Anders Fogh Rasmussen, ingresó al parlamento.
Desde 2005, Støjberg ha sido miembro de la dirección del partido Venstre. De 2005 a 2007, fue vicepresidenta de facción en el Folketing. Desde 2007, ha representado el distrito electoral de Western Jutland. De 2007 a 2009, Støjberg fue portavoz de Venstre.
Después de que el jefe de gobierno Anders Fogh Rasmussen fuera transferido a un nuevo cargo en la OTAN, Støjberg se convirtió, en abril de 2009, en ministra de empleo y ministra de igualdad de género, sucediendo a Claus Hjort Frederiksen en el cargo. En 2010 se reestructuraron los ministerios y Støjberg fue, hasta la derrota electoral del campo conservador en 2011, único ministra de Empleo. En la oposición, Støjberg se convirtió en una de las principales voces públicas de su partido y ocupó desde 2014 hasta la victoria electoral de 2015 el puesto de portavoz de Venstre. También se desempeñó como ministra de Inmigración e Integración entre junio de 2015 y 2019.
En diciembre de 2020, Støjberg renunció como vicepresidente de Venstre luego de una solicitud del presidente de su partido, Jakob Ellemann-Jensen. Venstre había apoyado previamente la acusación de Støjberg, siguiendo las instrucciones de 2016 de su ministerio para separar a las parejas en centros de refugiados. Después de que Støjberg dijera que no apoyaba un proceso de juicio político en su contra, Ellemann-Jensen le pidió su renuncia. Además, afirmó que anteriormente había sido desleal a la línea del partido.
En febrero de 2021, Støjberg dejó Venstre. Posteriormente, en junio de 2022, fundó el partido Demócratas de Dinamarca.

## Controversias

### Leyes de asilo
Støjberg lideró un endurecimiento de la ley de asilo danesa que entró en vigor el 1 de septiembre de 2015 y que, entre otras cosas, limitó la prestación de servicios sociales para los solicitantes de asilo. Según Støjberg, no debería ser atractivo para los solicitantes de asilo viajar a Dinamarca. Støjberg generó controversia al iniciar una campaña publicitaria que advertía contra la solicitud de asilo en Dinamarca. Se publicaron anuncios en periódicos libaneses, con planes de publicarlos en los hogares de los solicitantes de asilo en diez idiomas diferentes y distribuirlos a través de las redes sociales.
Además, particularmente en la esfera anglófona, se informó críticamente sobre una ley, que se introdujo bajo Støjberg, y que decretó que los solicitantes de asilo que ya se encontraban en la frontera entregaran una parte de sus objetos de valor como garantía para los costos posteriores del servicio, en relación con el cual los comentaristas también hicieron comparaciones con el nazismo. En marzo de 2017, Støjberg volvió a atraer la atención de los medios internacionales cuando celebró el endurecimiento de la ley de inmigración durante su mandato como Ministra de Inmigración con un pastel que fotografió y publicó en Facebook. Støjberg estuvo directamente involucrado en una controvertida aplicación de la Ley de extranjería que se utiliza para criminalizar a profesores no daneses que hablaron o escribieron en público, lo que se interpretó como una violación de sus visas de trabajo.
En mayo de 2018, Støjberg publicó una publicación a través del tabloide danés BT, diciendo que los musulmanes que ayunan durante el Ramadán deberían ausentarse del trabajo “para evitar consecuencias negativas para el resto de la sociedad danesa”. Støjberg citó a los conductores de autobuses como un ejemplo de trabajadores cuyo rendimiento podría verse afectado negativamente por abstenerse de comer y beber. Sus comentarios provocaron una reacción violenta de otros políticos daneses. Una portavoz del gobierno danés emitió un comunicado en el que afirmaba que los comentarios de Støjberg eran suyos y no representaban los puntos de vista del gobierno del país. Las empresas de autobuses también se distanciaron de los comentarios de Støjberg. Arriva, que opera una serie de rutas de autobús en Dinamarca, informó que nunca había tenido ningún accidente que involucrara a conductores que estaban ayunando.
Støjberg ha sido cuestionada en repetidas ocasiones sobre un decreto de 2016, cuando separó a parejas en centros de refugiados, donde una o ambas personas eran menores, algunas de ellas con hijos. El decreto era ilegal y violaba la Convención sobre los Derechos del Niño, y Støjberg mintió al respecto en Folketinget, el parlamento danés. Posteriormente, no informó detalles relevantes al Defensor del Pueblo Parlamentario. En enero de 2020 se lanzó una investigación del comité parlamentario. El comité investigó si Støjberg violó la Convención sobre los Derechos del Niño o la Convención Europea de Derechos Humanos, a los que Dinamarca está sujeta.

#### Juicio político
El 2 de febrero de 2021, el Folketing votó por 141 a 30 (90 necesarios para la mayoría) a favor de iniciar un juicio político en el Tribunal danés de acusación contra Støjberg. Støjberg fue acusada formalmente de mala conducta ilícita y mala administración del cargo, de conformidad con la Ley de Responsabilidad Ministerial y el Convenio Europeo de Derechos Humanos (artículo 8), por separar ilegalmente a parejas en centros de refugiados, donde una o ambas personas eran menores, algunos de ellos con hijos.

## Vida personal
Inger Støjberg creció como hija de un ama de casa y un granjero cerca del pueblo de Hjerk en Salling. En 1993, se graduó de Morsø Gymnasium en Nykøbing Mors. En 1995, terminó el examen superior de comercio de un año en Viborg. En 1996, en la misma escuela de comercio, cursó un año de estudio de comunicación económica que se había instaurado en ese tiempo.
En 1999 se graduó de InformationsAkademiet. El mismo año comenzó a trabajar como reportera en el periódico Viborg, y al año siguiente se convirtió en agente de comunicación independiente y continuó trabajando para el periódico hasta 2001. En 2004, Støjberg publicó una biografía del dúo pop del norte de Jutlandia Sussi og Leo. En el año 2008, se casó con el editor de Berlingske desde hace mucho tiempo, Jesper Beinov, quien, desde 2016, trabaja como consultor del Ministerio de Finanzas danés. Al no tener hijos, la pareja se divorció en 2012.
En el año 2013, Støjberg recibió una Maestría en Administración de Empresas de la Universidad de Aalborg. Ella vive en Hadsund.